# Frontino (Colombia)
Frontino è un comune della Colombia facente parte del dipartimento di Antioquia.
Il centro abitato venne fondato nel 1806, mentre l'istituzione del comune è del 1859.